# Taourirt Ait Zaghar
Taourirt ait zaghar est un village de la province de Ouarzazate, situé à 61km de cette même ville. 
Il fait partie de la tribu d'Imghran, qui compte de plusieurs villages, et dont le bureau communal se situe à Iminoulaoune.